# Guardini Stiftung
Die Guardini-Stiftung, Eigenbezeichnung Guardini Stiftung, wurde 1987 in Berlin als eingetragener Verein im Andenken an den Religionsphilosophen Romano Guardini gegründet.
Hauptthemen der Arbeit sind daher die Präsentation von Gegenwartskunst und die Förderung des interkonfessionellen Dialogs zwischen Künstlern und Wissenschaftlern in der Tradition des Namensgebers, der diesen Dialog zwischen Theologie, Philosophie, Literatur und Kunst zu seinem Anliegen gemacht hatte. Die Guardini-Stiftung spricht in diesem Zusammenhang vom Dreieck Kunst, Wissenschaft und Glaube als Arbeitsprogramm.
Sie unterhält ein Guardini-Kolleg und eine Guardini-Galerie, hat zahlreiche Publikationen aufzuweisen und hat wesentlich zur Errichtung eines Guardini-Lehrstuhls an der Theologischen Fakultät der Humboldt-Universität zu Berlin beigetragen.

## Gründung
Gründungsmitglieder der Guardini-Stiftung waren: Paul Corazolla, Eckhart Deutsch, Siegfried Ernst, Alfred Hildebrandt, Jakob Kraetzer, Friedrich Kronenberg, Hans Maier, Jürgen Meyer-Wilms, Lutz von Pufendorf, Hermann Josef Schuster, Alexander Schwan, Wolf Jobst Siedler, Otto von Simson und Johannes Tobei.
Viele prominente Politiker, Intellektuelle, Wissenschaftler und Künstler ihrer Zeit waren im Gründungsbeirat vertreten. U. a. Hermann J. Abs, Władysław Bartoszewski, François Bondy, Luc Bondy, Walther Casper, Joachim Fest, Winfried Fest, Thomas Gaehtgens, Friedhelm Hofmann, Ludger Honnefelder, Walter Kardinal Kasper, Leszek Kołakowski, Nikolaus Lobkowicz, Hermann Lübbe, Peter Matić, Friedhelm Mennekes, Paul Mikat, Karl Oppermann, Elke Petri, Eberhard Roters, Wiland Schmied, Gesine Schwan, Klaus Töpfer und Carl Friedrich von Weizsäcker.

## Präsident
Die bisherigen Präsidenten waren Otto von Simson, Jakob Kraetzer, Thomas Daniel Schlee und Lutz von Pufendorf. Seit 2017 steht der Stiftung der Journalist und Publizist Michael Rutz vor.

## Publikationen
1990–1997
- Trigon 1, Berlin 1990, u. a. mit dem Schwerpunkt „Guardini in Berlin“
- Trigon 2, Berlin 1991, u. a. mit dem Schwerpunkt „Evolution und Schöpfung“
- Trigon 3, Berlin 1993, u. a. mit dem Schwerpunkt „Aktualität Goethes“
- Trigon 4, Berlin 1994, u. a. mit dem Schwerpunkt „Im Spannungsfeld von Bindung und Freiheit. Geistliche Musik der Gegenwart“
- Trigon 5, Berlin 1996: „Wir sehen jetzt im Spiegel rätselhaft. Otto von Simson zum Gedächtnis“
- Trigon 6, Berlin 1997: Thema „Inkulturation. Über die Präsenz des Christlichen“
- Trigon 7, Berlin, 1997: Thema „Auf den Spuren der Freiheit. Einheit Europas, was ist das?“

1993–1997
- Schriftenreihe des Forum Guardini, Band 1, Berlin 1993: „Guardini weiterdenken“
- Schriftenreihe des Forum Guardini, Band 2, Berlin 1994: „Umgang mit Freiheit. Literarischer Dialog mit Polen“
- Schriftenreihe des Forum Guardini, Band 3, Berlin 1994: „Schrift Sinne – Exegese, Interpretation, Dekonstruktion“
- Schriftenreihe des Forum Guardini, Band 4, Berlin 1995: „Schlüsselworte der Genesis I: Licht. Chaos und Struktur“
- Schriftenreihe des Forum Guardini, Band 5, Berlin 1995: „Heilige Hedwig. Die Frau im Mittelalter und heute“
- Schriftenreihe des Forum Guardini, Band 6, Berlin 1996: „Das Menschenbild des Grundgesetzes. Philosophische, juristische und theologische Aspekte“
- Schriftenreihe des Forum Guardini, Band 7, Berlin 1997: „Schlüsselworte der Genesis II: Wirklichkeit – Bild – Begriff“

1999–2003 (anstelle von Trigon)
- Schriftenreihe des Forum Guardini, Band 8, Berlin 1999: „Guardini weiterdenken II“
- Schriftenreihe des Forum Guardini, Band 9, Berlin 2000: „Mythen und Stereotypen auf beiden Seiten der Oder“
- Schriftenreihe des Forum Guardini, Band 10, Berlin 1997: „Reden über die Stadt“
- Schriftenreihe des Forum Guardini, Band 11, Berlin 1997: „Die Kreatur. Anthologie einer ökumenischen Zeitschrift“
- Schriftenreihe des Forum Guardini, Band 12, Berlin 2003: „Die Welt als ganze denken“ (Festschrift für Hermann Josef Schuster zum 70. Geburtstag)

20 Jahre Guardini Stiftung. Festschrift zum 20jährigen Bestehen, Berlin 2007:
- Band 1: „Auf der Suche nach dem Ganzen“
- Band 2: „Was geschah, was gelang, was offen ist“

seit 2009 – Wiederaufnahme als Trigon
- Trigon 8, Berlin 2009, u. a. mit dem Schwerpunkt „»Freiheit – Gnade – Schicksal«“
- Trigon 9, Berlin 2011, u. a. mit dem Schwerpunkt „Das geistige und intellektuelle Erbe von Romano Guardini“
- Trigon 10, Berlin 2012: 25 Jahre Guardini-Stiftung
- Trigon 11, Berlin 2014, u. a. mit dem Schwerpunkt „Lob der Philosophie“

Hinzu kommen Ausstellungskataloge (1990–2003) und zahlreiche Einzelpublikationen (1999–2013).